# 加藤凌平
加藤 凌平（かとう りょうへい、1993年9月9日 - ）は、日本の体操競技選手。

## 人物
静岡県生まれ、埼玉県草加市育ち。埼玉栄高等学校を卒業し順天堂大学へ進学。父親でロンドンオリンピック男子体操コーチの加藤裕之も元体操選手で1989年世界体操競技選手権代表、弟の加藤裕斗も体操選手。
2008年、国際大会（リューキンカップ）に初めて参加し、14～15 歳の部で個人1位。2011年にナショナル入りし、2011年世界体操競技選手権選考では高校生ながら日本代表補欠となった。2012年に初めて男子体操日本代表に選出され、2012年ロンドンオリンピック団体総合で銀メダル獲得に貢献。彩の国功労賞を受賞。帰国後は全日本学生体操競技選手権大会王者、翌2013年4月のワールドカップ東京大会で銀メダル獲得等、個人総合選手として急速に成長。
2013年5月、岩手県営体育館（盛岡市）で開催された東日本学生選手権において、つり輪演技直前のウォーミングアップで懸垂技の練習中、片方の輪とワイヤをつなぐ革製ベルトが切れた。片手でぶら下がる状態となった弾みで肩を負傷。首や背中が交通事故のむち打ちのような症状に見舞われることとなった。事故の原因は器具の老朽化であり、このような事例は極めて稀で異例であったとのこと。
怪我を抱えながらも2013年のNHK杯体操選手権で2位となり、2013年世界体操競技選手権に出場。個人総合では銀メダルを獲得、金メダルの内村航平と共に日本勢で1位2位を独占した。またこの大会の予選にて披露した「D難度・後振り上がり脚上挙十字懸垂」の技が「カトウ」と命名された
2014年5月、練習中に前年の事故による故障が再発。痛み止めの注射を打って試合に臨み、全日本体操競技選手権大会3位、NHK杯体操選手権3位につけて日本代表となった。2014年世界体操競技選手権では団体総合で銀メダルを獲得。個人総合では決勝進出を逃したが、種目別では平行棒で銅メダルを獲得した。
2015年は、アジア体操競技選手権（広島市）では内村航平が不在の中、日本の団体総合優勝に貢献すると共に自らも個人総合を制覇する活躍を見せた。2015年世界体操競技選手権では怪我のため個人総合には出場せずも、日本の37年ぶりの団体優勝に貢献した。
2016年、順天堂大学を卒業し、コナミスポーツに入社した。
同年、リオデジャネイロオリンピックでは、団体総合の決勝でつり輪以外のすべてで演技し、金メダルを獲得。個人総合ではぎりぎりまでメダル圏内に踏みとどまっていたが、最終種目の鉄棒で落下して11位となった。
8月14日、中国のニュースサイト・新浪（SINA）が発表した「小鮮肉トップ10」（イケメンランキング）で、第1位に選ばれている。11月、紫綬褒章を受章。彩の国スポーツ功労賞を受賞。
新川優愛とは同級生である。

## CM出演
- こどもちゃれんじ「体操編」（2014年2月 - 3月）
- 三菱地所 「さあ、世界を驚かせよう。」[16]（2014年8月 - ）
- コナミスポーツクラブ（2016年） ※ WEB CM [17]